# A Curious Thing
A Curious Thing is het tweede album van de Schotse zangeres Amy Macdonald. Het verscheen op 5 maart 2010 en kwam een week later binnen op nummer 2 in de Nederlandse Album Top 100. Op het album staat onder andere een live-versie van het door Bruce Springsteen geschreven nummer "Dancing in the Dark".

## Nummers
Alle muziek en teksten zijn geschreven door Amy Macdonald, tenzij anders aangegeven. 
| Nr. | Titel                                          | Duur |
| --- | ---------------------------------------------- | ---- |
| 1.  | Don't Tell Me That It's Over                   | 3:15 |
| 2.  | Spark                                          | 3:07 |
| 3.  | No Roots                                       | 4:30 |
| 4.  | Love Love                                      | 3:17 |
| 5.  | An Ordinary Life                               | 3:36 |
| 6.  | Give It All Up                                 | 2:55 |
| 7.  | My Only One                                    | 3:32 |
| 8.  | This Pretty Face                               | 3:57 |
| 9.  | Troubled Soul                                  | 4:46 |
| 10. | Next Big Thing                                 | 3:30 |
| 11. | Your Time Will Come                            | 4:32 |
| 12. | What Happiness Means to Me                     | 4:55 |
| 13. | Dancing in the Dark (Bruce Springsteen) (Live) |      |

## Hitnotering
| "A Curious Thing" in de Nederlandse Album Top 100 - binnen: 13-03-2010 | "A Curious Thing" in de Nederlandse Album Top 100 - binnen: 13-03-2010 | "A Curious Thing" in de Nederlandse Album Top 100 - binnen: 13-03-2010 | "A Curious Thing" in de Nederlandse Album Top 100 - binnen: 13-03-2010 | "A Curious Thing" in de Nederlandse Album Top 100 - binnen: 13-03-2010 | "A Curious Thing" in de Nederlandse Album Top 100 - binnen: 13-03-2010 | "A Curious Thing" in de Nederlandse Album Top 100 - binnen: 13-03-2010 | "A Curious Thing" in de Nederlandse Album Top 100 - binnen: 13-03-2010 | "A Curious Thing" in de Nederlandse Album Top 100 - binnen: 13-03-2010 | "A Curious Thing" in de Nederlandse Album Top 100 - binnen: 13-03-2010 | "A Curious Thing" in de Nederlandse Album Top 100 - binnen: 13-03-2010 | "A Curious Thing" in de Nederlandse Album Top 100 - binnen: 13-03-2010 | "A Curious Thing" in de Nederlandse Album Top 100 - binnen: 13-03-2010 | "A Curious Thing" in de Nederlandse Album Top 100 - binnen: 13-03-2010 | "A Curious Thing" in de Nederlandse Album Top 100 - binnen: 13-03-2010 | "A Curious Thing" in de Nederlandse Album Top 100 - binnen: 13-03-2010 | "A Curious Thing" in de Nederlandse Album Top 100 - binnen: 13-03-2010 | "A Curious Thing" in de Nederlandse Album Top 100 - binnen: 13-03-2010 | "A Curious Thing" in de Nederlandse Album Top 100 - binnen: 13-03-2010 | "A Curious Thing" in de Nederlandse Album Top 100 - binnen: 13-03-2010 | "A Curious Thing" in de Nederlandse Album Top 100 - binnen: 13-03-2010 | "A Curious Thing" in de Nederlandse Album Top 100 - binnen: 13-03-2010 | "A Curious Thing" in de Nederlandse Album Top 100 - binnen: 13-03-2010 | "A Curious Thing" in de Nederlandse Album Top 100 - binnen: 13-03-2010 | "A Curious Thing" in de Nederlandse Album Top 100 - binnen: 13-03-2010 | "A Curious Thing" in de Nederlandse Album Top 100 - binnen: 13-03-2010 | "A Curious Thing" in de Nederlandse Album Top 100 - binnen: 13-03-2010 | "A Curious Thing" in de Nederlandse Album Top 100 - binnen: 13-03-2010 | "A Curious Thing" in de Nederlandse Album Top 100 - binnen: 13-03-2010 |
| Week                                                                   | 1                                                                      | 2                                                                      | 3                                                                      | 4                                                                      | 5                                                                      | 6                                                                      | 7                                                                      | 8                                                                      | 9                                                                      | 10                                                                     | 11                                                                     | 12                                                                     | 13                                                                     | 14                                                                     | 15                                                                     | 16                                                                     | 17                                                                     | 18                                                                     | 19                                                                     | 20                                                                     | 21                                                                     | 22                                                                     | 23                                                                     | 24                                                                     | 25                                                                     | 26                                                                     | 27                                                                     | 28                                                                     |
| ---------------------------------------------------------------------- | ---------------------------------------------------------------------- | ---------------------------------------------------------------------- | ---------------------------------------------------------------------- | ---------------------------------------------------------------------- | ---------------------------------------------------------------------- | ---------------------------------------------------------------------- | ---------------------------------------------------------------------- | ---------------------------------------------------------------------- | ---------------------------------------------------------------------- | ---------------------------------------------------------------------- | ---------------------------------------------------------------------- | ---------------------------------------------------------------------- | ---------------------------------------------------------------------- | ---------------------------------------------------------------------- | ---------------------------------------------------------------------- | ---------------------------------------------------------------------- | ---------------------------------------------------------------------- | ---------------------------------------------------------------------- | ---------------------------------------------------------------------- | ---------------------------------------------------------------------- | ---------------------------------------------------------------------- | ---------------------------------------------------------------------- | ---------------------------------------------------------------------- | ---------------------------------------------------------------------- | ---------------------------------------------------------------------- | ---------------------------------------------------------------------- | ---------------------------------------------------------------------- | ---------------------------------------------------------------------- |
| Nummer                                                                 | 2                                                                      | 2                                                                      | 3                                                                      | 11                                                                     | 12                                                                     | 11                                                                     | 19                                                                     | 22                                                                     | 22                                                                     | 25                                                                     | 32                                                                     | 32                                                                     | 41                                                                     | 43                                                                     | 38                                                                     | 45                                                                     | 45                                                                     | 41                                                                     | 43                                                                     | 41                                                                     | 45                                                                     | 55                                                                     | 39                                                                     | 42                                                                     | 80                                                                     | 58                                                                     | 59                                                                     | 77                                                                     |

| "A Curious Thing" in de Vlaamse Ultratop 100 -- binnen: 13-03-2010 | "A Curious Thing" in de Vlaamse Ultratop 100 -- binnen: 13-03-2010 | "A Curious Thing" in de Vlaamse Ultratop 100 -- binnen: 13-03-2010 | "A Curious Thing" in de Vlaamse Ultratop 100 -- binnen: 13-03-2010 | "A Curious Thing" in de Vlaamse Ultratop 100 -- binnen: 13-03-2010 | "A Curious Thing" in de Vlaamse Ultratop 100 -- binnen: 13-03-2010 | "A Curious Thing" in de Vlaamse Ultratop 100 -- binnen: 13-03-2010 | "A Curious Thing" in de Vlaamse Ultratop 100 -- binnen: 13-03-2010 | "A Curious Thing" in de Vlaamse Ultratop 100 -- binnen: 13-03-2010 | "A Curious Thing" in de Vlaamse Ultratop 100 -- binnen: 13-03-2010 | "A Curious Thing" in de Vlaamse Ultratop 100 -- binnen: 13-03-2010 | "A Curious Thing" in de Vlaamse Ultratop 100 -- binnen: 13-03-2010 | "A Curious Thing" in de Vlaamse Ultratop 100 -- binnen: 13-03-2010 | "A Curious Thing" in de Vlaamse Ultratop 100 -- binnen: 13-03-2010 | "A Curious Thing" in de Vlaamse Ultratop 100 -- binnen: 13-03-2010 | "A Curious Thing" in de Vlaamse Ultratop 100 -- binnen: 13-03-2010 | "A Curious Thing" in de Vlaamse Ultratop 100 -- binnen: 13-03-2010 | "A Curious Thing" in de Vlaamse Ultratop 100 -- binnen: 13-03-2010 | "A Curious Thing" in de Vlaamse Ultratop 100 -- binnen: 13-03-2010 | "A Curious Thing" in de Vlaamse Ultratop 100 -- binnen: 13-03-2010 | "A Curious Thing" in de Vlaamse Ultratop 100 -- binnen: 13-03-2010 | "A Curious Thing" in de Vlaamse Ultratop 100 -- binnen: 13-03-2010 | "A Curious Thing" in de Vlaamse Ultratop 100 -- binnen: 13-03-2010 | "A Curious Thing" in de Vlaamse Ultratop 100 -- binnen: 13-03-2010 | "A Curious Thing" in de Vlaamse Ultratop 100 -- binnen: 13-03-2010 | "A Curious Thing" in de Vlaamse Ultratop 100 -- binnen: 13-03-2010 | "A Curious Thing" in de Vlaamse Ultratop 100 -- binnen: 13-03-2010 | "A Curious Thing" in de Vlaamse Ultratop 100 -- binnen: 13-03-2010 | "A Curious Thing" in de Vlaamse Ultratop 100 -- binnen: 13-03-2010 |
| Week                                                               | 1                                                                  | 2                                                                  | 3                                                                  | 4                                                                  | 5                                                                  | 6                                                                  | 7                                                                  | 8                                                                  | 9                                                                  | 10                                                                 | 11                                                                 | 12                                                                 | 13                                                                 | 14                                                                 | 15                                                                 | 16                                                                 | 17                                                                 | 18                                                                 | 19                                                                 | 20                                                                 | 21                                                                 | 22                                                                 | 23                                                                 | 24                                                                 | 25                                                                 | 26                                                                 | 27                                                                 | 28                                                                 |
| ------------------------------------------------------------------ | ------------------------------------------------------------------ | ------------------------------------------------------------------ | ------------------------------------------------------------------ | ------------------------------------------------------------------ | ------------------------------------------------------------------ | ------------------------------------------------------------------ | ------------------------------------------------------------------ | ------------------------------------------------------------------ | ------------------------------------------------------------------ | ------------------------------------------------------------------ | ------------------------------------------------------------------ | ------------------------------------------------------------------ | ------------------------------------------------------------------ | ------------------------------------------------------------------ | ------------------------------------------------------------------ | ------------------------------------------------------------------ | ------------------------------------------------------------------ | ------------------------------------------------------------------ | ------------------------------------------------------------------ | ------------------------------------------------------------------ | ------------------------------------------------------------------ | ------------------------------------------------------------------ | ------------------------------------------------------------------ | ------------------------------------------------------------------ | ------------------------------------------------------------------ | ------------------------------------------------------------------ | ------------------------------------------------------------------ | ------------------------------------------------------------------ |
| Nummer                                                             | 8                                                                  | 2                                                                  | 4                                                                  | 9                                                                  | 15                                                                 | 19                                                                 | 13                                                                 | 5                                                                  | 6                                                                  | 7                                                                  | 10                                                                 | 18                                                                 | 18                                                                 | 18                                                                 | 17                                                                 | 19                                                                 | 22                                                                 | 16                                                                 | 24                                                                 | 12                                                                 | 13                                                                 | 17                                                                 | 22                                                                 | 19                                                                 | 31                                                                 | 25                                                                 | 18                                                                 | 23                                                                 |